# مسرح مدور

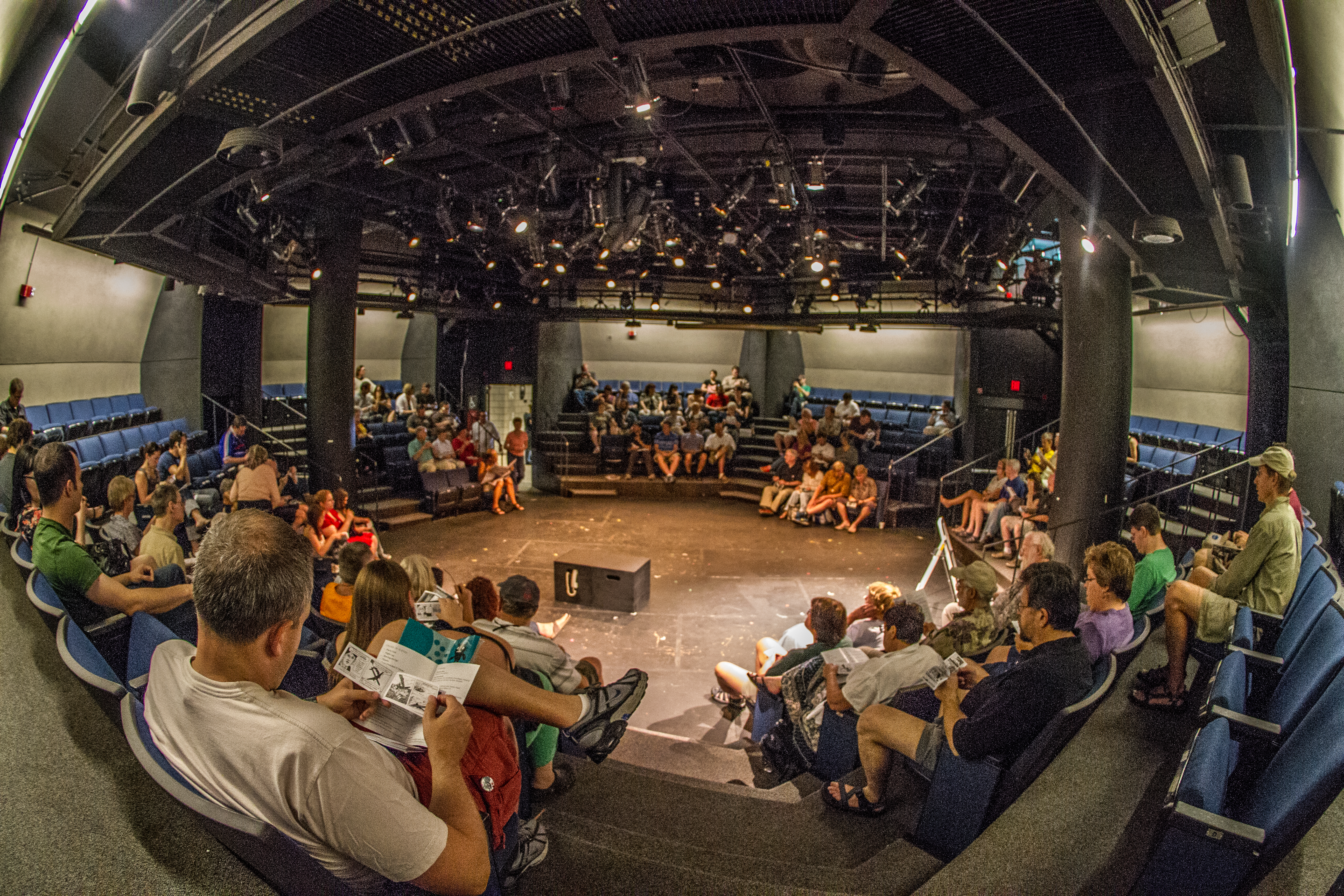

المسرح المدور هو مسرح يحيط فيه الجمهور بالخشبة.